# Centropyge flavissima
Centropyge flavissima là một loài cá biển thuộc chi Centropyge trong họ Cá bướm gai. Loài này được mô tả lần đầu tiên vào năm 1831.

## Từ nguyên
Từ định danh của loài được ghép bởi hai từ trong tiếng Latinh: flavus ("màu vàng") và issimus (hậu tố biểu thị cấp so sánh bậc nhất), mang nghĩa là "rất vàng", hàm ý đề cập đến màu vàng tươi nổi bật của loài này.

## Phạm vi phân bố và môi trường sống
C. flavissima có phạm vi phân bố tập trung chủ yếu ở các đảo quốc, quần đảo thuộc châu Đại Dương, bao gồm quần đảo Mariana (bao gồm cả Guam), Liên bang Micronesia, quần đảo Marshall, Kiribati, Nauru, Tuvalu, Tokelau Vanuatu, Fiji, Tonga, Nouvelle-Calédonie, quần đảo Samoa, Niue, quần đảo Cook, các tiểu đảo xa của Hoa Kỳ (nhưng trừ Hawaii và đảo Johnston), Polynésie thuộc Pháp, và loài này cũng được ghi nhận tại biển San Hô và dọc theo rạn san hô Great Barrier (Úc); nhiều cá thể lang thang cũng đã được quan sát ở quần đảo Ogasawara và quần đảo Ryukyu (Nhật Bản), Palau, Philippines và Indonesia. Theo dòng hải lưu Đông Úc, C. flavissima từ rạn san hô Great Barrier cũng đã mở rộng phạm vi hơn 1000 km về phía nam tới đảo Lord Howe.
C. flavissima sinh sống trên các rạn san hô gần bờ và trong các vùng đầm phá có nhiều san hô, thường ở độ sâu nông hơn 20 m (nhưng cũng có thể được nhìn thấy ở sâu hơn mức này).

## Phân loại
Ngoài quần thể Tây–Trung Thái Bình Dương, một quần thể biệt lập được cho là của C. flavissima ở Đông Ấn Độ Dương đã được ghi nhận tại quần đảo Cocos (Keeling) và đảo Giáng Sinh (Úc). Tuy vậy, C. flavissima Ấn Độ Dương (AĐD) có sự khác biệt đôi chút về hình thái so với C. flavissima Thái Bình Dương (TBD): mống mắt của C. flavissima (AĐD) có màu xanh lam rõ rệt, nhưng vòng xanh bao quanh mắt lại rất mờ.
Do có sự khác biệt giữa các quần thể ở hai đại đương, Shen và cộng sự (2016) đã mô tả quần thể C. flavissima (AĐD) như một loài mới với danh pháp là C. cocosensis. Ngay sau đó, DiBattista và cộng sự (2016) lại phủ nhận điều này. Dựa trên các nghiên cứu di truyền, DiBattista và các cộng sự cho rằng C. flavissima (AĐD) nhiều khả năng là một biến thể kiểu màu của Centropyge eibli, một loài có phạm vi giới hạn ở Đông Ấn Độ Dương.
Quần thể C. flavissima giữa hai đại dương có sự khác biệt về mặt di truyền, nhưng quần thể C. flavissima AĐD (hay "C. cocosensis") lại không thể phân biệt với C. eibli về mặt di truyền. Giả thiết được đặt ra, "C. cocosensis" có thể là kết quả của sự lai tạp giữa C. eibli với C. flavissima (TBD).

## Mô tả
C. flavissima có chiều dài cơ thể tối đa được biết đến là 14 cm. C. flavissima có màu vàng tươi, bao quanh mắt là một vòng tròn màu xanh lam. Rìa sau của nắp mang cũng có một vệt xanh tương tự, kế sau đó là một vệt màu cam kéo dài đế trên gốc vây ngực. Vây lưng, vây hậu môn và vây đuôi có dải viền màu xanh óng ở rìa. Cá con có thêm một đốm tròn lớn màu đen với viền xanh óng ngay giữa thân.
Số gai vây lưng: 14; Số tia vây ở vây lưng: 15–16; Số gai vây hậu môn: 3; Số tia vây ở vây hậu môn: 16.

## Sinh thái học
Thức ăn chủ yếu của C. flavissima là tảo.

### Loài lưỡng tính
C. flavissima thường sống hợp thành từng nhóm nhỏ, gồm một con cá đực trưởng thành thống trị những con cá cái trong hậu cung của nó. Khi con đực đầu đàn biến mất, cá cái lớn nhất đàn sẽ biến đổi thành cá đực, và việc chuyển đổi giới tính kéo dài trong vòng vài tuần.
Bên cạnh đó, C. flavissima đực có thể chuyển đổi trở lại thành cá cái trong một vài trường hợp nào đó. Ba loài khác trong chi Centropyge cũng được biết đến là có khả năng chuyển đổi qua lại giữa giới tính đực và cái là Centropyge acanthops, Centropyge ferrugata và Centropyge fisheri.

### Lai tạp
Quần thể C. flavissima ở cả hai đại đương đều có thể lai tạp với những loài Centropyge khác trong cùng phạm vi, là C. eibli và Centropyge vrolikii. Những cá thể lai của chúng đã được ghi nhận tại những vị trí sau:
- C. eibli × C. ﬂavissima: quần đảo Cocos (Keeling) và đảo Giáng Sinh.
- C. ﬂavissima (AĐD) × C. vrolikii: đảo Giáng Sinh.
- C. ﬂavissima (TBD) × C. vrolikii: Bắc Mariana và Guam; quần đảo Marshall; Vanuatu; Pohnpei và Kosrae (Liên bang Micronesia).

### A. pyroferusbắt chướcC. flavissima

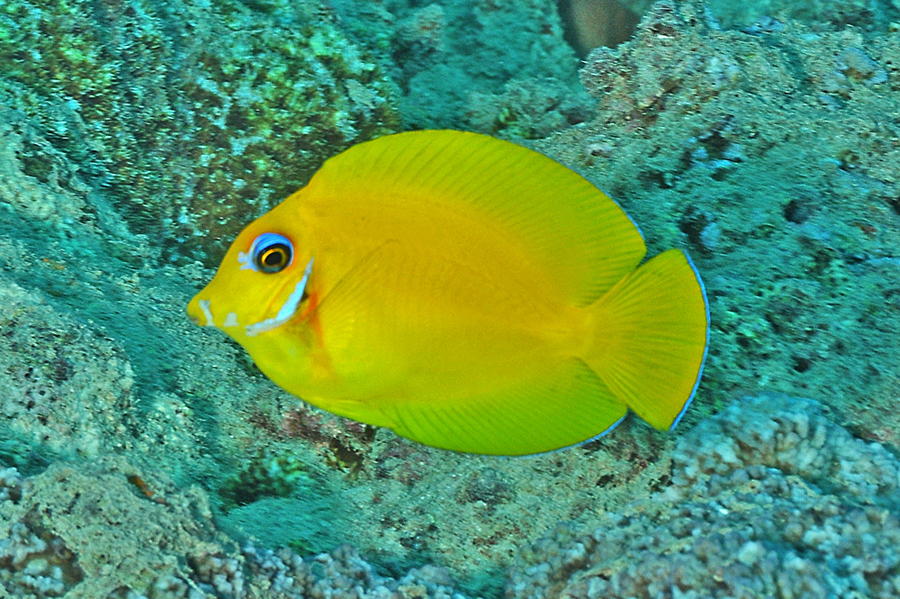
A. pyroferus bắt chước C. flavissima (để ý ngạnh ở cuống đuôi)

Cá đuôi gai Acanthurus pyroferus chưa trưởng thành được biết đến là loài bắt chước kiểu màu của một số loài cá của chi Centropyge. Sự bắt chước ở cá con của A. pyroferus được ghi nhận lần đầu tiên ở ngoài khơi Papeete, thủ phủ của Polynésie thuộc Pháp tọa lạc trên đảo Tahiti (thuộc quần đảo Société), khi một cá thể dài 4,3 cm có màu vàng tươi được phát hiện.
Ban đầu, các nhà ngư học cứ nghĩ đây là một cá thể C. flavissima cho đến khi nhìn thấy ngạnh ở cuống đuôi, điểm đặc trưng của các loài cá đuôi gai, thì mẫu vật này mới được xác định là thuộc về chi Acanthurus. Mẫu vật này có 8 gai ở vây lưng, một số lượng chỉ được tìm thấy ở hai loài Acanthurus, là A. pyroferus (kiểu màu cá con của loài này khi đó chưa được biết) và Acanthurus sohal, đặc hữu của Biển Đỏ. Không lâu sau đó, một cá thể 8,8 cm được thu thập có màu vàng nâu với hai thùy đuôi mới nhú, hoàn toàn trùng khớp với đặc điểm của A. pyroferus. Điều này giúp chứng minh giải thiết, cá con của A. pyroferus bắt chước C. flavissima.
Ở những nơi mà C. flavissima thưa vắng, cá con A. pyroferus sẽ bắt chước màu trắng xám của C. vrolikii hay màu vàng tươi hoàn toàn (không có viền xanh lam quanh mắt) như Centropyge heraldi, thậm chí là hai màu vàng tươi-lam thẫm như Centropyge bicolor.

## Thương mại
C. flavissima là một loài thường được đánh bắt và xuất khẩu trong ngành thương mại cá cảnh.

### Trích dẫn
- John E. Randall; Helen A. Randall (1960). "Example of mimicry and protective resemblance in tropical marine fishes". Bulletin of Marine Science of the Gulf and Caribbean. Quyển 10 số 4. tr. 444–480.
- "Functional hermaphroditism in teleosts" (PDF). Fish and Fisheries. Quyển 9 số 1. 2008. tr. 1–43. {{Chú thích tạp chí}}: Đã bỏ qua tham số không rõ |authors= (trợ giúp)